# Japanagromyza eucalypti
Japanagromyza eucalypti este o specie de muște din genul Japanagromyza, familia Agromyzidae, descrisă de Spencer în anul 1962. Conform Catalogue of Life specia Japanagromyza eucalypti nu are subspecii cunoscute.